# La Roche-Clermault
 La Roche-Clermault  es una población y comuna francesa, situada en la región de  Centro, departamento de Indre y Loira, en el distrito de Chinon y cantón de Chinon.

## Demografía
| 522 | 519 | 470 | 446 | 456 | 479 | 525 |
| Para los censos de 1962 a 1999 la población legal corresponde a la población sin duplicidades (Fuente: INSEE [Consultar]) |     |     |     |     |     |     |